# James Kirkwood

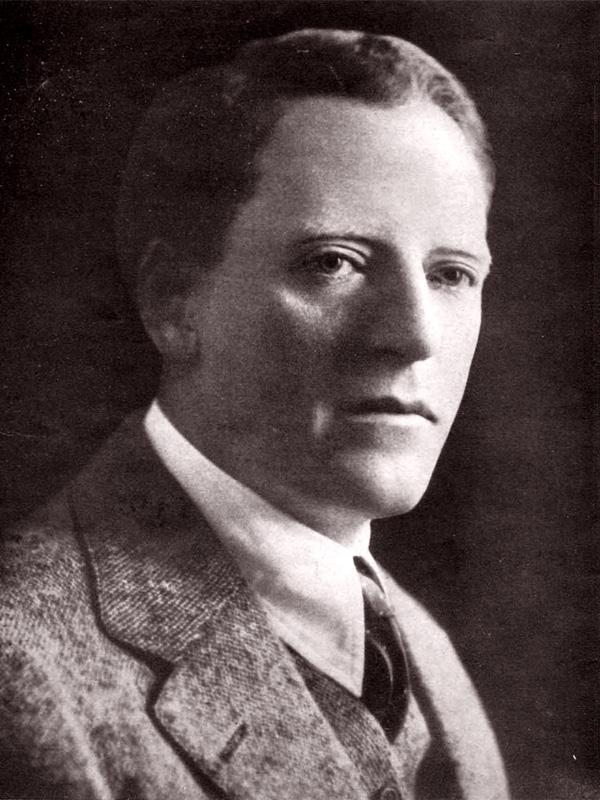
James Kirkwood (vor 1923)

James Kirkwood (* 22. Februar 1875 in Grand Rapids, Michigan; † 24. August 1963 in Woodland Hills, Kalifornien) war ein US-amerikanischer Schauspieler und Filmregisseur. Er trat in mehr als 240 Filmen auf.

## Leben
James Kirkwood begann seine Schauspielkarriere als Bühnenschauspieler. Er war von 1905 bis 1910, 1922 bis 1925 und 1934 bis 1936 als Theaterschauspieler am Broadway zu sehen.  Kirkwood begann seine Filmkarriere 1909 bei der Biograph Company als Darsteller. In zahlreichen frühen Filme David Wark Griffiths wie The Red Man’s View und A Corner in Wheat (beide 1909), aber auch in der 1914 entstandenen Starproduktion Home, Sweet Home, wirkte Kirkwood mit. 1912 wendete er sich der Regie zu; bis 1914 entstanden dabei neun Filme mit Mary Pickford, unter anderem Cinderella (1914) mit Pickfords erstem Ehemann Owen Moore als Prinz. 1919 gab er das Regieführen wieder auf und verlegte sich ausschließlich aufs Schauspielen.
James Kirkwood war während der Stummfilmära zunächst ein beliebter Hauptdarsteller, später dann aufgrund seines zunehmenden Alters ein Charakterdarsteller von Nebenrollen. Er meisterte Ende der 1920er-Jahre im Gegensatz zu vielen Stummfilmschauspielern den Übergang zum Tonfilm ohne größere Probleme. Zu seinen wichtigeren Auftritten während der Tonfilmzeit zählen My Pal the King (1932) mit Tom Mix und Mickey Rooney sowie ein zurückgezogen lebender Offizier in Wem die Sonne lacht (1953) unter Regie von John Ford. Bis in Anfang der 1960er-Jahre trat Kirkwood in mal größeren, mal kleineren Nebenrollen auf. Zuletzt war er auch in Fernsehproduktionen zu sehen.
Von 1923 bis 1929 war James Kirkwood mit der Schauspielerin Lila Lee verheiratet. Ihr einziges gemeinsames Kind James Kirkwood, Jr. wurde 1924 geboren und avancierte zum Theaterautor. Er war unter anderem an A Chorus Line beteiligt. Kirkwood starb 1963 im Alter von 88 Jahren und wurde auf dem Friedhof „Holy Cross Cemetery“ in Culver City, Kalifornien begraben.

## Filmografie (Auswahl)
Als Schauspieler
- 1909: Edgar Allan Poe
- 1909: The Lonely Villa
- 1909: The Gibson Goddess

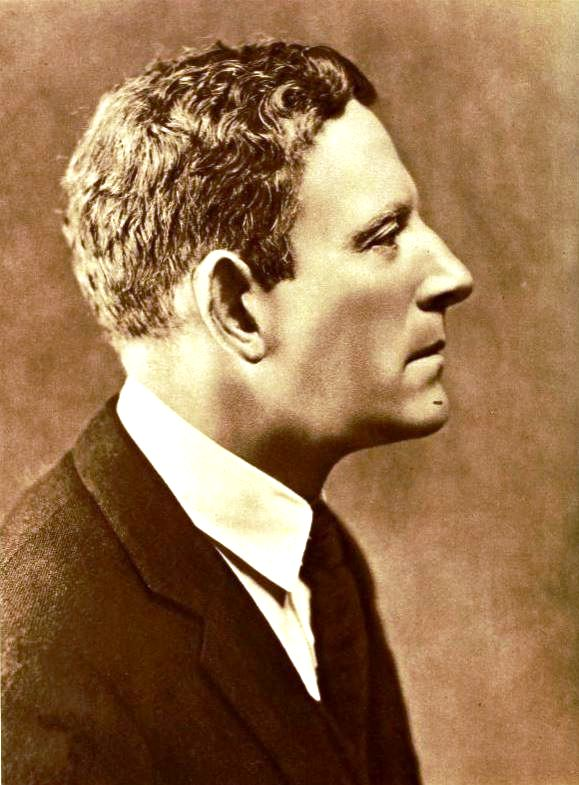
James Kirkwood (1921)

- 1909: Der Weizenkönig (A Corner in Wheat)
- 1909: Lines of White on a Sullen Sea
- 1909: Leather Stocking
- 1912: The New York Hat
- 1914: Home, Sweet Home
- 1922: Die Luftschlösser der Dollarprinzessin (The Man from Home)
- 1924: Die Frau, die die Männer bezaubert (Circe, the Enchantress)
- 1925: Die Tat ohne Zeugen (That Royle Girl)
- 1930: The Devil’s Holiday
- 1931: A Holy Terror
- 1931: Transatlantic
- 1932: Charlie Chan’s Chance
- 1932: Mein Freund, der König (My Pal, the King)
- 1942: Tennessee Johnson
- 1943: Madame Curie
- 1945: Die Seeteufel von Cartagena (The Spanish Main)
- 1946: Ich hab dich immer geliebt (I’ve Always Loved You)
- 1948: Johanna von Orleans (Joan of Arc)
- 1949: Griff in den Staub (Intruder in the Dust)
- 1949: Banditen am Scheideweg (The Doolins of Oklahoma)
- 1950: Liebe unter schwarzen Segeln (Fortunes of Captain Blood)
- 1950: Der Nevada-Mann (The Nevadan)
- 1951: Zwei von einer Sorte (Two of a Kind)
- 1951: Unsichtbare Gegner (Santa Fe)
- 1951: Mann im Sattel (Man in the Saddle)
- 1953: Wem die Sonne lacht (The Sun Shines Bright)
- 1956: The Search for Bridey Murphey
- 1961: Zwei ritten zusammen (Two Rode Together)

Als Regisseur
- 1911: The Courting of Mary
- 1911: Little Red Riding Hood
- 1914: Cinderella
- 1914: Behind the Scenes
- 1914: The Gangsters of New York
- 1915: Fanchon, the Cricket
- 1916: Faith
- 1919: In Wrong